# Prodotto interno lordo

Mappa degli Stati per PIL (in dollari), basata sui dati della Banca Mondiale del 2014

In economia, il prodotto interno lordo  (abbreviato PIL) è una grandezza macroeconomica che misura il valore aggregato, a prezzi di mercato, di tutti i beni e i servizi finali (cioè esclusi i prodotti intermedi) prodotti sul territorio di un Paese in un dato periodo temporale (normalmente si usa come riferimento l’anno solare, ma sono usati anche altri archi temporali). Attualmente gode di una posizione di preminenza circa la sua capacità di esprimere o simboleggiare il benessere di una collettività nazionale relativamente al suo livello di sviluppo o progresso.
Il termine interno indica che tale variabile comprende le attività economiche svolte all’interno del Paese, escludendo dunque i beni e servizi prodotti dalle imprese, dai lavoratori e da altri operatori nazionali all’estero (sono escluse anche le prestazioni a titolo gratuito o l’autoconsumo), mentre sono inclusi i prodotti realizzati da operatori esteri all’interno del Paese. Il termine lordo indica invece che il valore della produzione è al lordo degli ammortamenti, ovvero del naturale deprezzamento del monte di capitale fisico intervenuto nel periodo; questo deprezzamento comporta che, per non ridurre tale dotazione a disposizione del sistema, parte del prodotto deve essere destinata al suo reintegro. Sottraendo dal PIL gli ammortamenti, si ottiene il PIN (prodotto interno netto).

## Storia
Il concetto di PIL similare all'attuale fu espresso in modo completo dall'economista Adam Smith nella sua più celebre opera La Ricchezza delle Nazioni. Egli infatti ritiene che il capitale possa essere di due specie: circolante e fisso.
Il capitale circolante si caratterizza dal fatto che genera un profitto per chi lo possiede solo nel momento in cui il proprietario stesso lo cede e quindi se ne separa.
Il capitale fisso, invece, genera profitto semplicemente dal suo possesso.
Smith fa degli esempi per chiarire le sue posizioni. Ponendo caso vi sia un contadino che possiede del bestiame da lavoro. Il valore o prezzo del bestiame da lavoro costituisce un capitale fisso, infatti finché si possiede il bestiame si può trarne profitto, il prezzo del mantenimento invece è capitale circolante, il foraggio ad esempio che viene utilizzato per cibare il bestiame è utile solo nel momento in cui il proprietario decide di privarsene per darla ai suoi animali. Da notare che se invece il bestiame fosse posseduto da un mercante che lo vende, esso sarebbe da considerarsi come merce, e quindi come capitale circolante, solo separandosene il proprietario avrà un profitto. Un esempio ancora più attuale sempre di Smith può essere quello di una macchina agricola; il prezzo di esse è infatti capitale fisso, mentre il prezzo del mantenimento capitale circolante.
Dopo aver fatto questa distinzione Smith spiega che la società (e l'individuo) divide il capitale in tre quote:
1. la prima è quella destinata all'immediato consumo che ha la caratteristica di non dare reddito, come ad esempio cibo, vestiti, mobili, ecc.;
2. la seconda è destinata al capitale circolante e quindi al suo mantenimento, Smith inserisce in questa quota qualsiasi tipo di merce (comprese le scorte), anche quella incompiuta ancora da terminare, in mano a chiunque voglia venderla (quindi mercanti, negozianti, ecc.) per ricavarne un profitto e la moneta in quanto grazie ad essa tutti i beni circolano;
3. la terza destinata al capitale fisso e quindi a tutto ciò che genera reddito o profitto senza circolare o cambiare proprietario, in essa rientrano le macchine da lavoro, gli immobili che lui definisce "da reddito" (come i negozi, magazzini botteghe) i quali procurano un reddito non solo al locatore ma anche al locatario (da qui la distinzione dalle case abitative che rientrano invece nella prima quota), tutte le migliorie al capitale fisso stesso (infatti queste migliorie vanno semplicemente ad accrescerne il valore, e tendenzialmente aumentare il profitto che genera), infine anche tutte le migliorie che vengono portate all'uomo, ovvero il valore o prezzo dei vari studi compiuti.

Smith ritiene quindi che il reddito lordo di una nazione sia costituito dall'insieme di tutto quello prodotto dal lavoro e dalla terra. Il reddito netto si trova invece sottraendo al reddito lordo le spese per il mantenimento del capitale fisso e circolante. Considerando quindi in poche parole reddito netto unicamente la parte di reddito destinata all'immediato consumo (ovvero ad oggi i consumi). Chiarisce però Smith che dalla sottrazione delle spese per il mantenimento del capitale fisso e circolante bisognerà escludere la parte per il mantenimento di tutto il capitale circolante che non è moneta. Infatti Smith osserva che la parte di capitale circolante che non va a finire nel capitale fisso, accrescendolo, mantenendolo o migliorandolo (seguendo l'esempio del bestiame, il mantenimento del bestiame è inizialmente sia per chi lo vende al contadino, sia per il contadino stesso, capitale circolante, nel momento in cui nutre il capitale fisso, ovvero il bestiame, entra a far parte di esso, mantenendolo), bensì finisce nella quota di immediato consumo (le vesti vendute da un mercante sono capitale circolante per il mercante, ma prima o poi verranno acquistate da qualcuno che utilizzerà il vestito semplicemente per indossarlo) e per questo costituisce reddito netto.
Invece la moneta è unicamente il mezzo attraverso il quale si scambiano i beni, e quindi non può essere conteggiata (sarebbe come conteggiare nel PIL, oltre alla macchina anche i soldi utilizzati per acquistarla). Adam Smith chiarisce anche che tutte le merci che rimangono invendute o le scorte possono essere anch'esse considerate parte del reddito netto; infatti, il loro valore è immediato consumo per chiunque le acquisterà in futuro, dunque Smith dà per scontato che ogni persona destinerà una quota del suo futuro reddito per l'immediato consumo e che la somma di tutte queste quote di ognuno sarà sufficiente ad acquistare tutte le merci rimaste invendute, e parte o tutte quelle dell'anno stesso.

### Il PIL moderno
Il moderno concetto di PIL fu sviluppato da Simon Kuznets in un rapporto del 1934 per il Congresso degli Stati Uniti. Dopo gli accordi di Bretton Woods del 1944, il PIL divenne l'indice modello per misurare l'economia di un paese. Nel 1991 gli Stati Uniti passarono dall'RNL, che era il vecchio metodo principale per misurare un'economia, al PIL per misurare la propria economia in maniera ufficiale.

## Descrizione

### Definizione
Il PIL (prodotto interno lordo) può essere considerato come:
- la produzione,[8][9] totale di beni e servizi dell'economia, diminuita dei consumi intermedi ed aumentata delle imposte nette sui prodotti (aggiunte in quanto componenti del prezzo finale pagato dagli acquirenti); tale ammontare è pari alla somma dei valori aggiunti a prezzi base delle varie branche di attività economica,[10][11] aumentata delle imposte sui prodotti (IVA, imposte di fabbricazione, imposte sulle importazioni) e al netto dei contributi ai prodotti (contributi agli olivicultori, alle aziende comunali di trasporto, ecc.); il PIL è, infatti, il saldo del conto della produzione;
- il valore totale della spesa fatta dalle famiglie per i consumi e dalle imprese per gli investimenti; vale infatti l'identità keynesiana {\displaystyle Y=C+G+I+(X-M)}, dove {\displaystyle Y} è il PIL, {\displaystyle C} sono i consumi finali, {\displaystyle G} è parte della spesa dello Stato ovvero quella per i consumi finali, gli stipendi del personale e gli investimenti pubblici, {\displaystyle I} gli investimenti privati, mentre il termine {\displaystyle (X-M)} indica la bilancia commerciale ovvero il saldo tra esportazioni (X) e importazioni (M); l'identità vale in quanto la quota del prodotto destinata alla vendita, ma non effettivamente venduta si traduce in un aumento delle scorte, che sono una componente degli investimenti;
- la somma dei redditi dei lavoratori e dei profitti delle imprese; nell'attività produttiva si sopportano, infatti, costi per l'acquisto di beni e servizi da consumare o trasformare (i consumi intermedi) e costi per la remunerazione dei fattori produttivi lavoro e capitale; la produzione al netto dei consumi intermedi coincide quindi con la somma delle retribuzioni dei fattori.

Il PIL è detto interno in quanto comprende il valore dei beni e servizi prodotti all'interno di un paese (indipendentemente dalla nazionalità di chi li produce).
Più precisamente (vedi anche il Sistema europeo dei conti nazionali e regionali), si considera la produzione di beni e servizi:
- effettuata da operatori residenti, ovvero da operatori che hanno sul territorio dello Stato il centro dei loro interessi, o che compiono operazioni economiche e finanziarie sul territorio dello Stato per un periodo di tempo di almeno un anno;
- nel territorio economico dello Stato, che coincide con il territorio politico-amministrativo a meno delle seguenti eccezioni:
  - vengono compresi:
    - le sedi all'estero di ambasciate, consolati e basi militari;
    - le navi, gli aerei e le piattaforme galleggianti appartenenti a residenti;
    - i giacimenti situati in acque internazionali e sfruttati da residenti;

  - vengono escluse le zone franche extra-territoriali concesse come sedi di ambasciate, consolati e corpi militari di altri paesi;
  - viene convenzionalmente compreso il personale di organismi internazionali, quali la FAO, che gode dell'extraterritorialità.

Nel Sistema europeo dei conti nazionali e regionali si passa dal Conto della produzione al Conto della generazione dei redditi primari e al Conto dell'attribuzione dei redditi primari. Il saldo del primo è il risultato lordo di gestione (PIL meno redditi da lavoro dipendente dei residenti e meno imposte nette sui prodotti e sulla produzione), nel secondo si aggiungono al risultato lordo di gestione, tra l'altro:
- i redditi da lavoro dipendente, questa volta aggiungendo i redditi di lavoratori dello Stato all'estero e sottraendo i redditi percepiti nello Stato da lavoratori stranieri;
- i redditi da capitale netti dall'estero: i redditi da capitale (interessi, dividendi, fitti di terreni, ecc.) spettanti a residenti, al netto di quelli spettanti a non residenti.

Si ottiene così il reddito nazionale lordo.
Dal 2014 l'Eurostat, nelle stime per il calcolo del Pil, inserisce anche attività illegali: traffico di droga, sfruttamento della prostituzione, contrabbando di sigarette ed alcolici.
Il PIL è detto lordo perché è al lordo degli ammortamenti (per ammortamento si intende il procedimento con il quale si distribuiscono su più esercizi i costi di beni a utilità pluriennale, che possono essere di diversa natura).
È una misura basilare usata in macroeconomia.
A partire dal PIL è definibile il reddito pro-capite, pari al rapporto tra il PIL e la popolazione nazionale.

### Metodi di calcolo del PIL
Il PIL può essere misurato sia dal lato degli acquirenti (domanda) sia da quello dei produttori (offerta); inoltre, esso può essere calcolato facendo riferimento ai redditi che esso remunera distribuendo il ricavato della vendita. La misurazione del PIL dal lato della domanda esplicita le diverse componenti della spesa. Nel conto delle risorse e degli impieghi il PIL si ottiene sommando i consumi, gli investimenti fissi lordi e le esportazioni nette, ovvero le esportazioni meno le importazioni, tecnicamente chiamato saldo commerciale (NX). Le importazioni ovviamente sarebbero ininfluenti nel conteggio del PIL, ma la necessità di sottrarle (diminuendo così le esportazioni totali) scaturisce dal fatto che all'interno dei consumi vi rientrano anche le importazioni, che appunto non possono far parte del PIL. Gli investimenti sono al lordo degli ammortamenti, ovvero includono la quota necessaria per conservare invariato lo stock di capitale a fine periodo; gli investimenti "netti" sono pari alla variazione dello stock di capitale dell'economia.
La misurazione del PIL dal lato dell'offerta consiste nel sommare l’apporto al PIL del Paese fornito da tutte le imprese. Il PIL è infatti pari alla somma del valore aggiunto delle diverse unità produttive e stima gli scambi ai prezzi di mercato, comprensivi quindi delle imposte sulla produzione e dell'IVA.
Infine, il PIL può essere calcolato come somma dei redditi da lavoro dipendente e del risultato lordo di gestione dell'economia, oltre alle imposte sulla produzione e all'IVA e al netto dei contributi alla produzione. Della misura del PIL devono far parte anche quelle parti di prodotto generate dall’economia sommersa. Tale quantità deve essere stimata e aggiunta a quella prodotta nel mercato regolare.

#### PIL nominale e PIL reale
Come ogni misurazione economica, il PIL può essere misurato in termini reali o termini nominali.

##### Confronto tra tempi diversi per uno stesso paese
Misurare il PIL in termini nominali vuol dire misurarlo nel suo valore espresso in moneta attuale (in corso nel paese in esame), esprimerlo in termini reali vuol dire depurarlo delle variazioni dei prezzi dei beni prodotti. Dividendo il PIL nominale per il PIL reale si ottiene un indice chiamato "deflatore del PIL". Il PIL reale, al contrario di quello nominale, può essere confrontato fra anni diversi. Da notare che il deflatore del PIL misura la variazione dei prezzi di tutti i beni prodotti (siano essi beni di consumo o di investimento, siano essi consumati da residenti o esportati) ed è quindi diverso dal tasso di inflazione, che misura la variazione dei prezzi dei soli beni di consumo presenti sul mercato interno, compresi quelli importati.

##### Confronto tra paesi diversi
Misurare il PIL di paesi diversi in termini nominali vuol dire convertire i vari PIL in una medesima valuta di riferimento (tipicamente il dollaro USA) applicando un opportuno tasso di cambio.
Misurare il PIL di paesi diversi in termini reali significa convertire i vari PIL in una medesima valuta fittizia adatta a esprimere il corrispondente potere d'acquisto, detta "SPA" (standard di potere d'acquisto), p.es. il dollaro PPA (diverso dal dollaro reale). La conversione si basa su metodi e assunzioni complessi, discussi qui.

## Principali obiezioni e indicatori alternativi al PIL

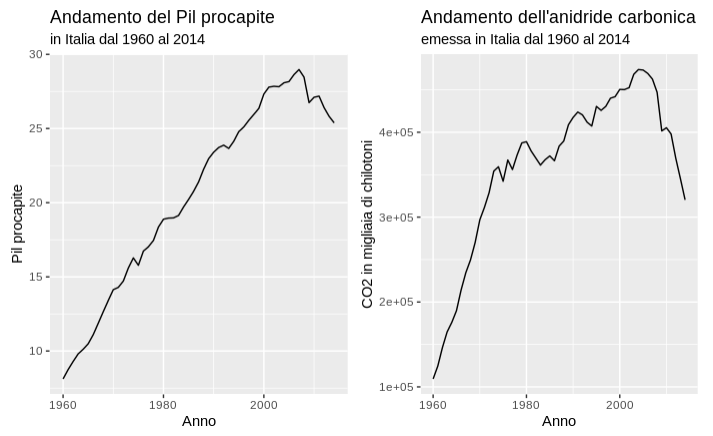
Fonti: CO2, Pil procapite

Le principali critiche alle modalità di misurazione del prodotto interno lordo sono le seguenti:
- Il PIL tiene conto solamente delle transazioni in denaro, e trascura tutte quelle a titolo gratuito: restano quindi escluse le prestazioni nell'ambito familiare, quelle attuate dal volontariato (si pensi al valore economico del non-profit) ecc.[3][18]; non vengono inglobate nemmeno le attività sommerse e i proventi derivanti da attività illecite e non vengono separati i costi dai benefici delle attività produttive, non tiene in nessun conto il loro l’impatto sociale ed ambientale delle attività produttive[19], ossia le loro esternalità negative. Il PIL non riesce a fornire informazioni sulla distribuzione del reddito all’interno di una nazione né a quantificare l'ammontare di ricchezza accumulata[20]. Un altro grande limite del PIL risiede nel “costo” che la collettività sostiene – in termini di impatto ambientale – per produrlo, poiché “l’uomo in un anno consuma più di quanto la terra può riprodurre”[21][22].
- Il PIL è misura della quantità dei beni e servizi prodotti, ma non della loro qualità: il denaro speso in prodotti nocivi per il benessere (come alcol e gioco d’azzardo) è valutato sullo stesso piano del denaro speso per la cultura o l’istruzione. “Il PIL non distingue tra spese che aumentano il benessere umano e spese difensive che proteggono dai problemi derivanti dal benessere tradizionalmente inteso come il risanamento ambientale dai disastri industriali, il trattamento delle patologie sociali (dipendenza da fumo, obesità, etc.) e la spesa militare per proteggere gli interessi nazionali da minacce percepite o reali”[23].
- Il PIL, come del resto tutti gli altri indicatori, non è strumento neutro ma è espressione del paradigma teorico da cui ha origine[24].

Il dibattito ha portato alla creazione di numerosi indici di benessere o di crescita alternativi al PIL. Per esempio, il 19 e 20 novembre 2007 si è tenuta a Bruxelles la conferenza internazionale “Beyond GDP” (“Oltre il PIL”) organizzata dalla Commissione europea, dal Parlamento Europeo, dall'OCSE e dal WWF. La conferenza ha richiamato leader politici, rappresentanti di governo ed esponenti di istituzioni chiave come la Banca Mondiale e le Nazioni unite con l'obiettivo di chiarire quali possano essere gli indicatori più appropriati per misurare il progresso. Sempre a testimoniare la crescente attenzione del mondo politico per il tema, il presidente francese Nicolas Sarkozy nel corso della conferenza stampa di inizio 2008, ha annunciato di aver incaricato tre personalità di alto rilievo, Jean-Paul Fitoussi e due premi Nobel per l'economia, lo statunitense Joseph Stiglitz e l'indiano Amartya Sen, di riflettere su come cambiare gli indicatori della crescita in Francia. «Bisogna cambiare il nostro strumento di misura della crescita», ha detto Sarkozy, convinto che contabilità nazionale e PIL abbiano «evidenti limiti» che non rispecchiano «la qualità della vita dei francesi». Il risultato del loro lavoro, a capo della Commissione sulla misurazione delle performance economiche ed il progresso sociale è un rapporto uscito nel 2009.

### Indicatore del progresso reale
Il principale indicatore proposto come alternativa al PIL che tiene conto delle principali critiche poste ad esso, è l'indicatore del progresso reale. L'IPR ha come obiettivo la misurazione dell'aumento della qualità della vita (che a volte è in contrasto con la crescita economica, che invece viene misurata dal PIL), e per raggiungere questo obiettivo distingue con pesi differenti tra spese positive (perché aumentano il benessere, come quelle per beni e servizi) e negative (come i costi di criminalità, inquinamento, incidenti stradali). Simile a questo indice esiste un Prodotto interno lordo verde introdotto da alcune province cinesi.

### Felicità nazionale lorda e Indice di sviluppo umano
Un ulteriore indicatore, alternativo a GPI e PIL è la Felicità Nazionale Lorda (FIL) oppure, per valutare la qualità della vita dei cittadini dei paesi membri delle Nazioni Unite vi è l'Indice di sviluppo umano.

### Indice del Benessere Economico Sostenibile

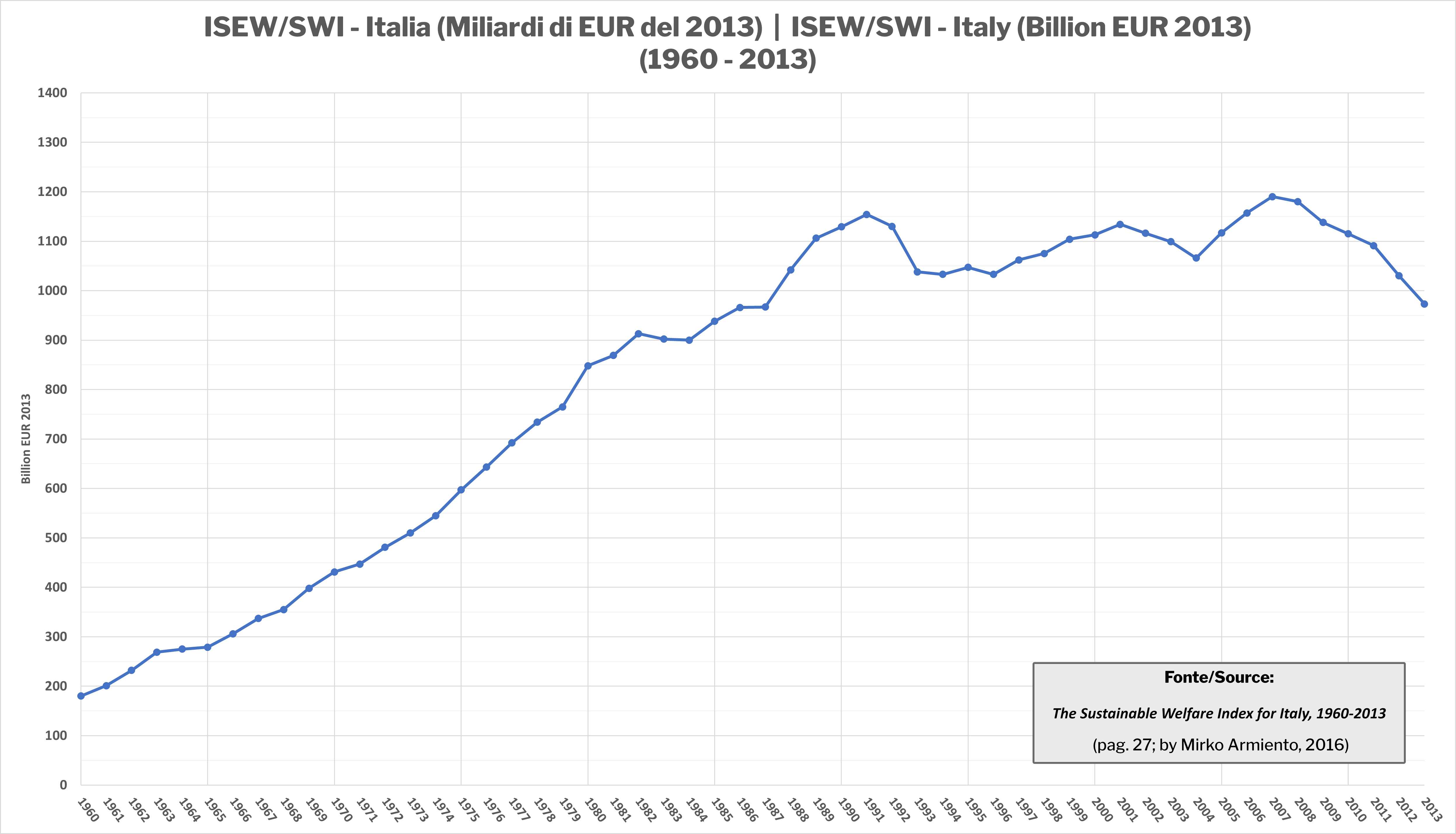
Il Genuine Progress Index dell'Italia (1960 - 2013), in miliardi di euro (del 2013).

## Variazione percentuale annua del PIL in Europa

Prodotto interno lordo delle principali 5 economie della comunità europea. La media dei 27 paesi EU è posta a 100. Dati ufficiali di EUROSTAT.

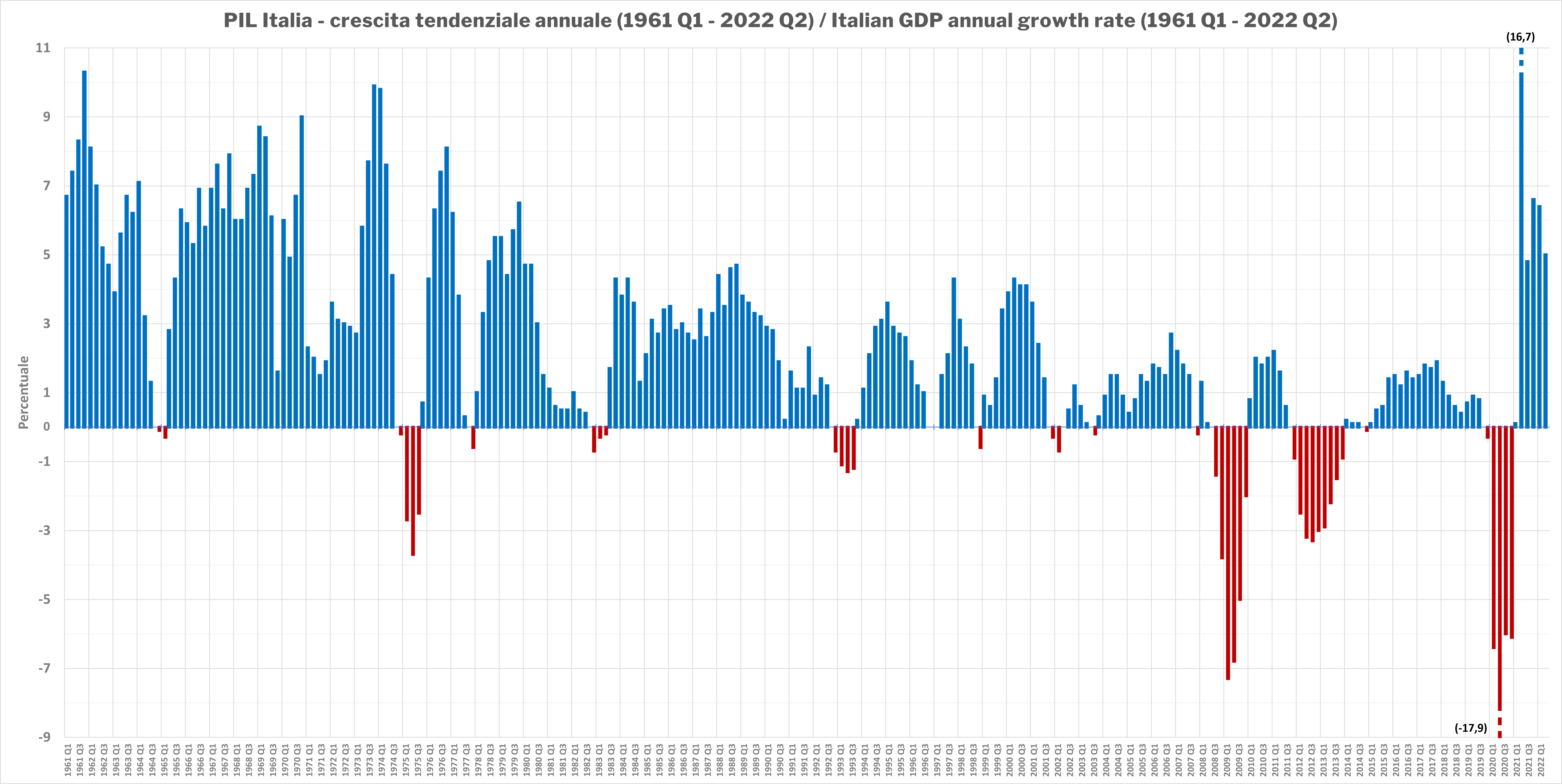
PIL dell'Italia - crescita tendenziale annuale misurata in ogni trimestre (1961 Q1 - 2022 Q2). Dati ISTAT.

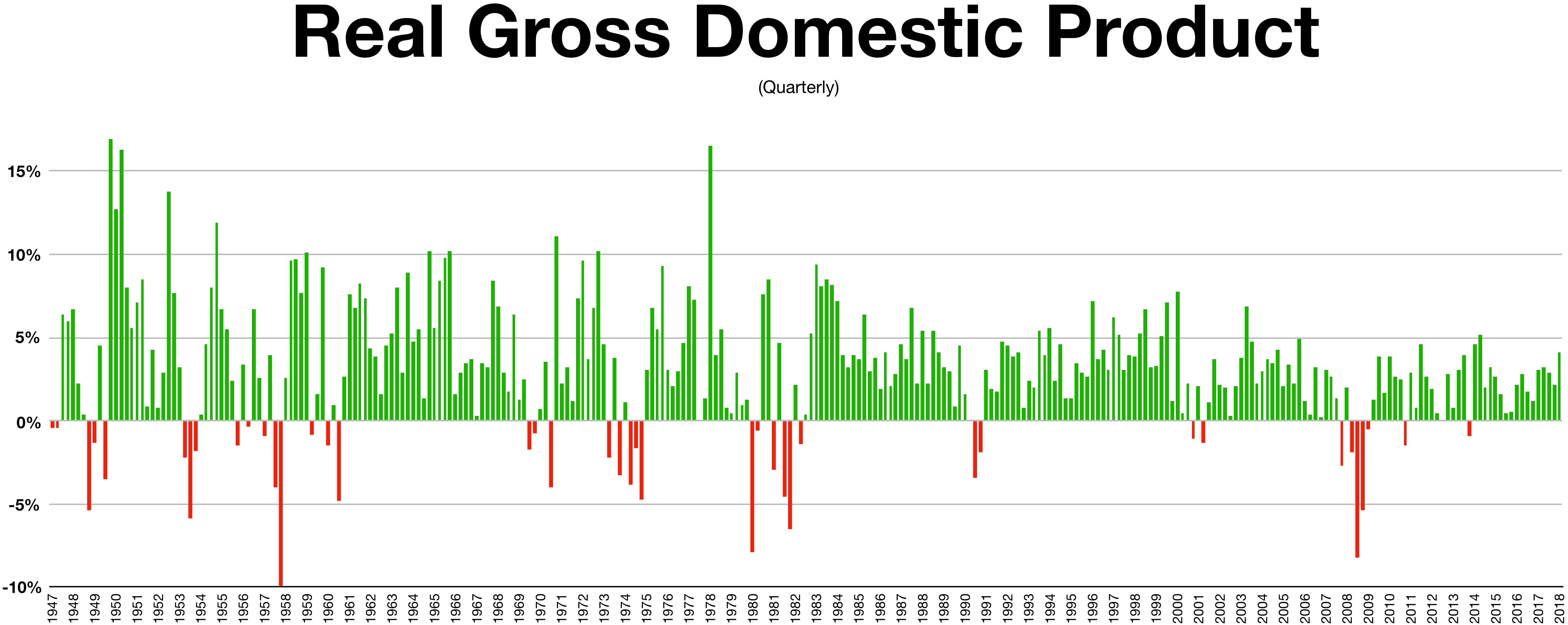
PIL degli Stati Uniti - crescita tendenziale annuale misurata in ogni trimestre (1947 Q1 - 2018).